# Cleantioides planicauda
Cleantioides planicauda är en kräftdjursart som först beskrevs av Benedict 1899.  Cleantioides planicauda ingår i släktet Cleantioides och familjen Holognathidae.
Artens utbredningsområde är Mexikanska golfen. Inga underarter finns listade i Catalogue of Life.